# Joodse begraafplaats (Leeuwarden)
De Joodse begraafplaats in de stad Leeuwarden ligt aan de Jelsumerstraat en aan de westzijde van de Oude Stadsbegraafplaats Spanjaardslaan.

## Geschiedenis
De begraafplaats werd in 1833 in gebruik genomen. Het eerste graf was voor Menke Levy Frank. In 1949 werden de oude Joodse begraafplaatsen in het centrum bij de Boterhoek (1670) en de Groeneweg (1786) geruimd en werd een aantal oude grafstenen overgebracht.
De begraafplaats is sinds 1998 een rijksmonument. Uit het begin van de 20e eeuw dateren het dienstgebouw en de toegangsbrug met poort. Op beide staat het opschrift in het Hebreeuws: ‘Klein en groot is daar gelijk en de slaaf is vrij van zijn heer’ (Job 3:19).

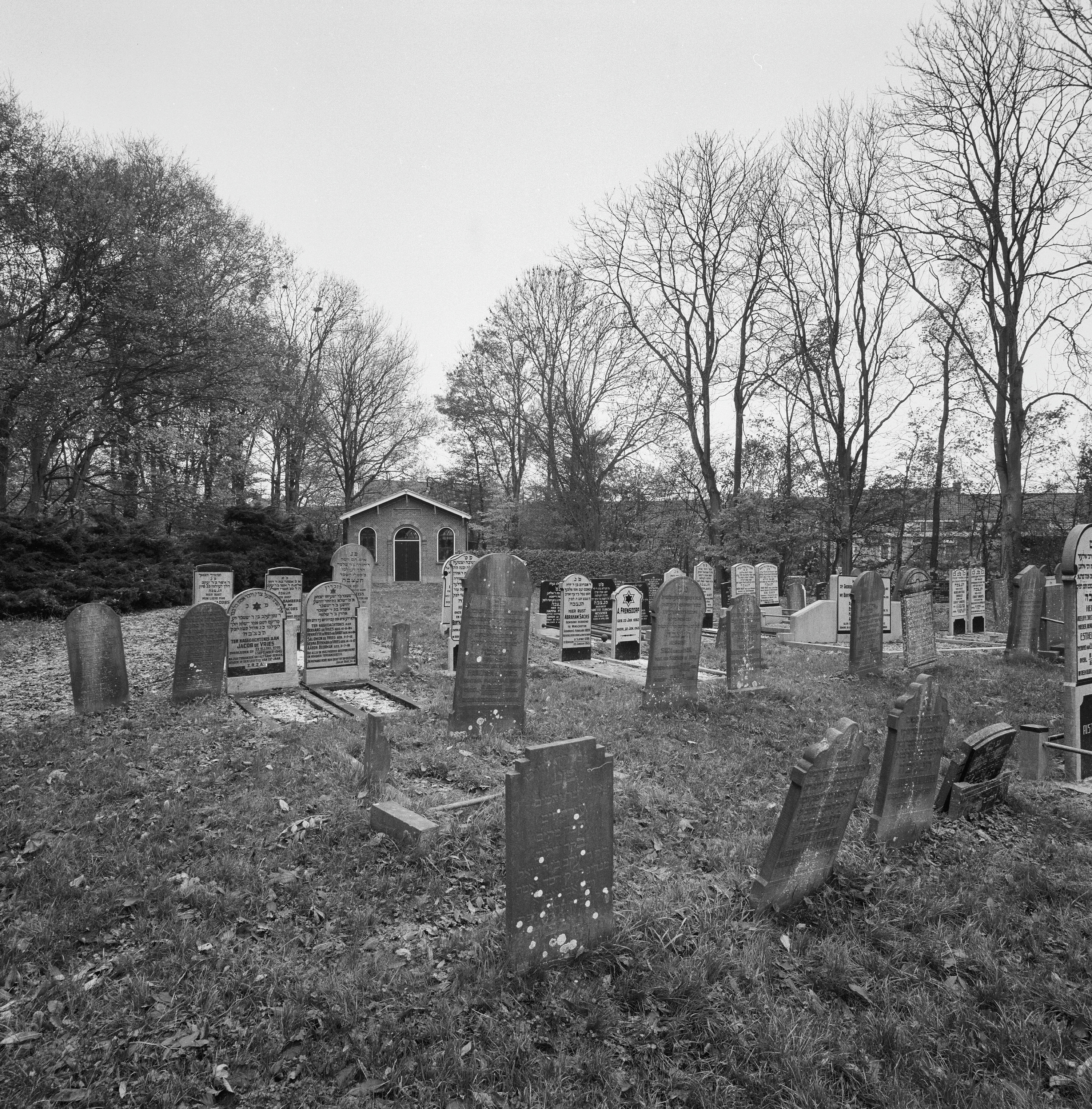
Zerken
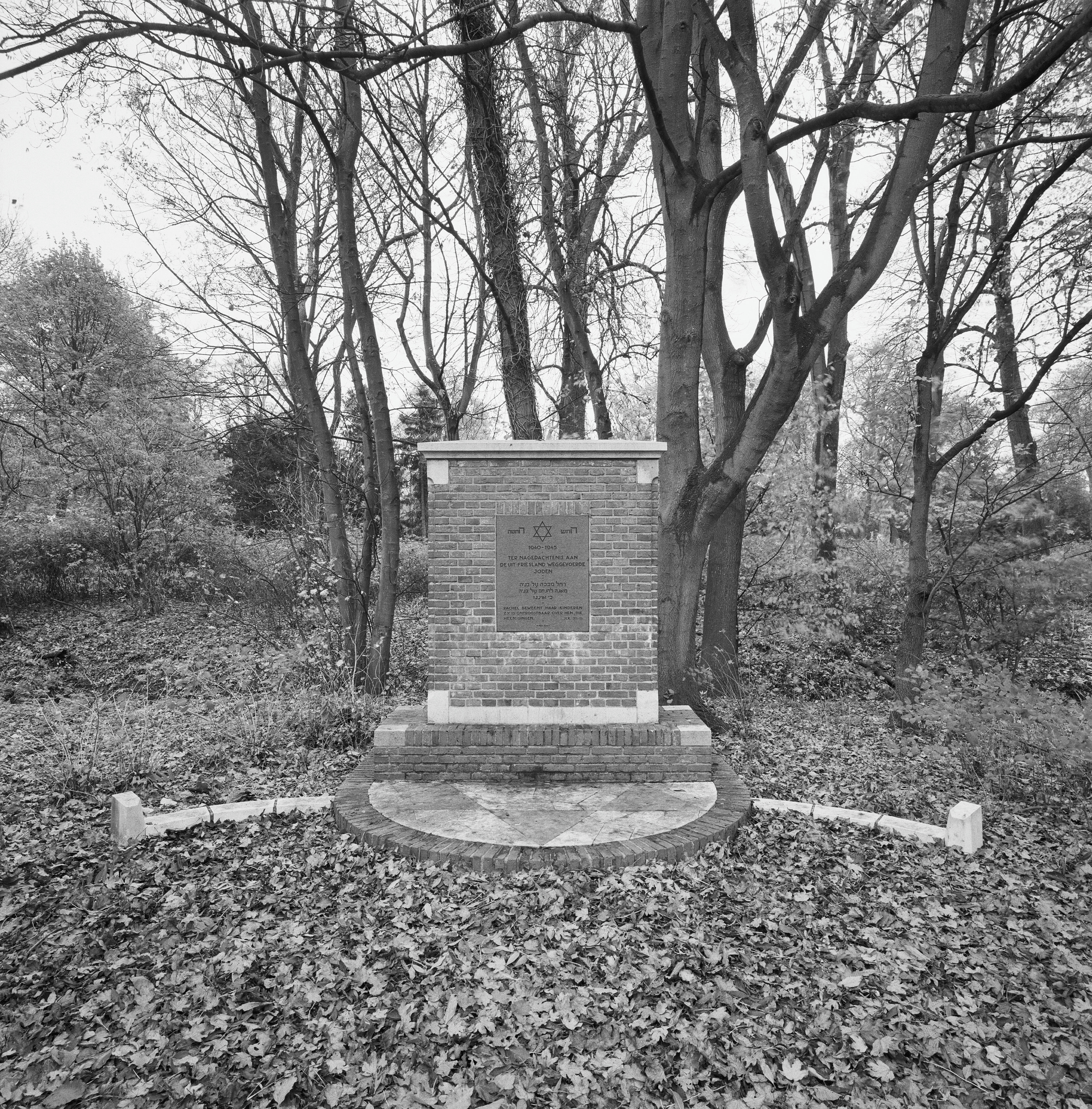
Oorlogsmonument
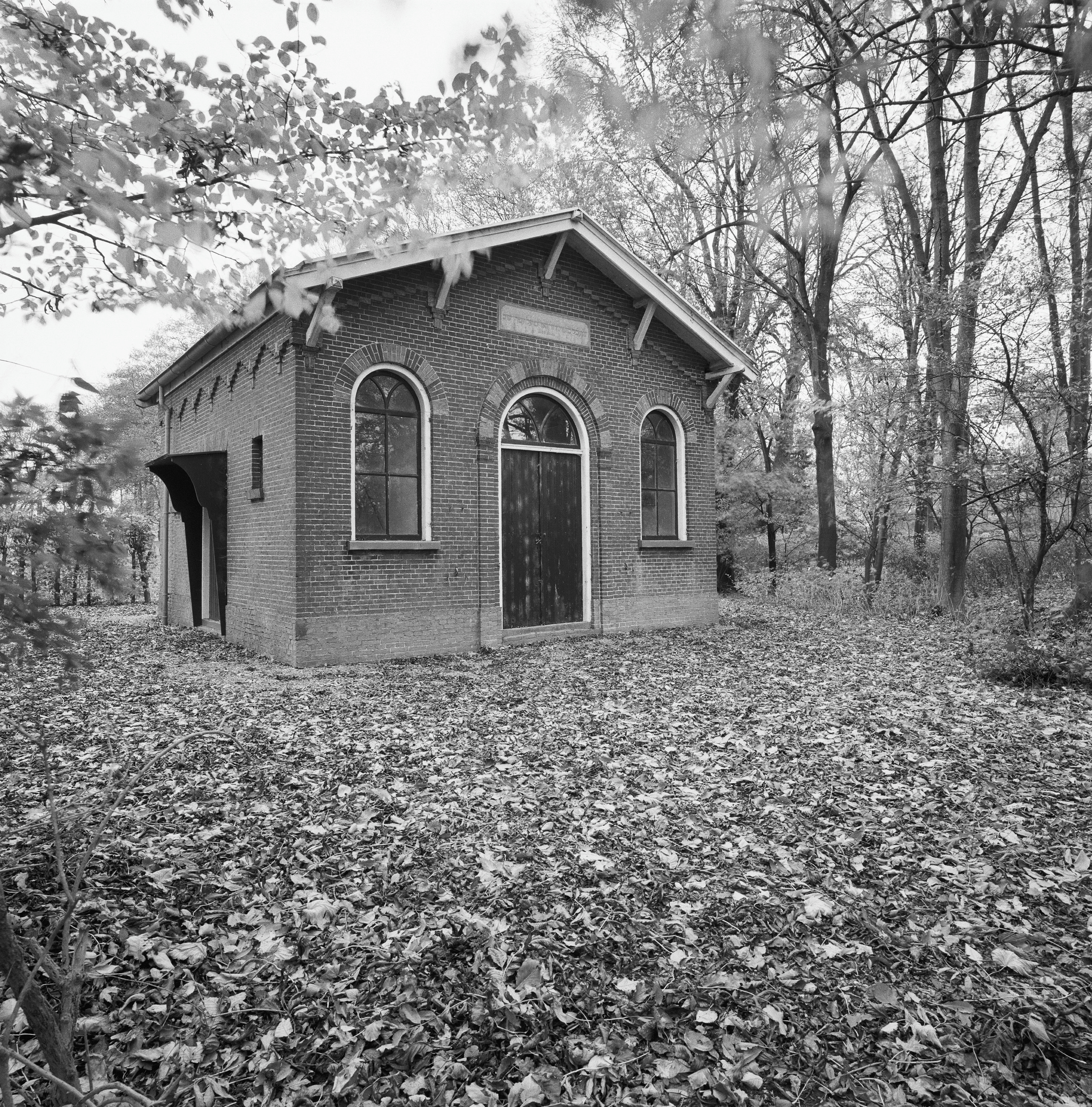
Dienstgebouw